# 朱柔则
朱柔则（1662—1722），字顺成，又字道珠。钱塘（今浙江杭州市）人，清朝作家。
柴静仪长子沈用濟之妻。沈用濟有一妾，名顾春山，朱柔則表現大度不忌，妻妾二人還相約賞梅，并题《河渚观梅约顾女春山》诗云：“相期河渚玩春华，一棹迎风路未赊。楼外有梅三百树，美人不到不开花”。柔则能作詩，与婆婆柴静仪同为“蕉园五子”成員。沈用济游京师，为红兰主人客而未歸，朱氏遙寄作品《故乡山水图》，並題詩云：“應憐夫婿無歸信，翻畫家山遠寄來。”沈用济见著诗畫，旋即返家。一时传为美谈。俞陛云《清代闺秀诗话》评其“诗格与诗情，并臻佳境。”著有《嗣音轩诗钞》、《绣帙余吟》等。康熙十二年（1673年）尚在世。